# Glendive (Montana)
Glendive es una ciudad ubicada en el condado de Dawson en el estado estadounidense de Montana. En el Censo de 2010 tenía una población de 4935 habitantes y una densidad poblacional de 568,61 personas por km².

## Geografía
Glendive se encuentra ubicada en las coordenadas 47°6′23″N 104°42′39″O / 47.10639, -104.71083. Según la Oficina del Censo de los Estados Unidos, Glendive tiene una superficie total de 8.68 km², de la cual 8.59 km² corresponden a tierra firme y (0.98%) 0.09 km² es agua.

## Demografía
Según el censo de 2010, había 4935 personas residiendo en Glendive. La densidad de población era de 568,61 hab./km². De los 4935 habitantes, Glendive estaba compuesto por el 94.45% blancos, el 0.51% eran afroamericanos, el 2.37% eran amerindios, el 0.45% eran asiáticos, el 0.06% eran isleños del Pacífico, el 0.32% eran de otras razas y el 1.84% pertenecían a dos o más razas. Del total de la población el 2.41% eran hispanos o latinos de cualquier raza.